# Futbol'nyj Klub Torpedo Moskva 2020-2021
Questa voce raccoglie le informazioni riguardanti il Futbol'nyj Klub Torpedo Moskva nelle competizioni ufficiali della stagione 2020-2021.

## Stagione
Al secondo anno consecutivo in PFN Ligi la squadra peggiorò la posizione della precedente stagione, finendo sesto e mancando l'accesso ai play-off.

## Rosa
| N. |                     | Ruolo | Calciatore           |
| -- | ------------------- | ----- | -------------------- |
| 2  | Russia (bandiera)   | D     | Dmitriy Redkovich    |
| 7  | Russia (bandiera)   | C     | Aleksandr Ryazantsev |
| 9  | Russia (bandiera)   | A     | Vladislav Adaev      |
| 10 | Russia (bandiera)   | A     | Igor Lebedenko       |
| 11 | Russia (bandiera)   | C     | Konstantin Kertanov  |
| 15 | Russia (bandiera)   | C     | Aleksandr Orekhov    |
| 16 | Russia (bandiera)   | D     | Maksim Shorkin       |
| 17 | Russia (bandiera)   | C     | Filipp Dvoretskov    |
| 18 | Slovenia (bandiera) | A     | Ziga Skoflek         |
| 21 | Ucraina (bandiera)  | C     | Andriy Kravchuk      |
| 24 | Russia (bandiera)   | C     | Andrey Lyakh         |
| 25 | Ucraina (bandiera)  | D     | Oleksandr Kapliyenko |
| 28 | Russia (bandiera)   | D     | Ruslan Magal         |
| 29 | Russia (bandiera)   | P     | Anton Porutchikov    |
| 31 | Russia (bandiera)   | D     | Danila Kozlov        |
| 39 | Russia (bandiera)   | P     | Aleksandr Dovbnya    |

| N. |                    | Ruolo | Calciatore           |
| -- | ------------------ | ----- | -------------------- |
| 44 | Russia (bandiera)  | D     | Artem Samsonov       |
| 49 | Russia (bandiera)  | D     | Egor Proshkin        |
| 51 | Russia (bandiera)  | P     | Vitali Botnar        |
| 52 | Russia (bandiera)  | C     | Ravil Netfullin      |
| 71 | Ucraina (bandiera) | A     | Denys Balanyuk       |
| 72 | Russia (bandiera)  | C     | Astemir Gordyushenko |
| 81 | Russia (bandiera)  | A     | Konstantin Korzh     |
| 90 | Russia (bandiera)  | A     | Amur Kalmykov        |
| 99 | Russia (bandiera)  | D     | Andrey Evdokimov     |
| -  | Russia (bandiera)  | P     | Evgeniy Konyukhov    |
| -  | Russia (bandiera)  | D     | Sergej Šustikov      |
| -  | Russia (bandiera)  | D     | Temirkan Sundukov    |
| -  | Russia (bandiera)  | C     | Ilya Berkovskiy      |
| -  | Russia (bandiera)  | C     | Aleksandr Eliseev    |
| -  | Russia (bandiera)  | A     | Ivan Sergeev         |
| -  | Russia (bandiera)  | A     | Danila Proshlyakov   |

## Risultati

### Campionato
| Arbitro: | Vladimir Seldyakov |

|                        |           |  |
| Nikita Dorofeev 90'+2’ | Marcatori |  |

| Arbitro: | Pavel Shadykhanov |

|                     |           |                          |
| Sylvanus Nimely 44’ | Marcatori | 32’ Astemir Gordyushenko |

| Arbitro: | Dmitri Streltsov |

|                         |           |                    |
| Konstantin Kertanov 72’ | Marcatori | 86’ Artur Gazdanov |

| Arbitro: | Artem Lyubimov |

|  |           |                                                           |
|  | Marcatori | 23’ Ravil Netfullin 64’ Igor Lebedenko 71’ Maksim Shorkin |

| Arbitro: | Anatoliy Zhabchenko |

|                    |           |                           |
| Ilya Berkovskiy 9’ | Marcatori | 63’ (aut.) Maksim Shorkin |

| Arbitro: | Anton Frolov |

|  |           | |
|  | Marcatori | 10’ (rig.) Ruslan Magal 19’ (rig.) Igor Lebedenko 28’ Ilya Berkovskiy 68’ Astemir Gordyushenko 86’ Vladislav Adaev |

| Arbitro: | Igor Nizovtsev |

|                                    |           |                                                                                                 |
| Dmitri Barkov 2’ Dmitri Barkov 30’ | Marcatori | 53’ Danila Proshlyakov 83’ (rig.) Igor Lebedenko 90’ Konstantin Kertanov 90'+3’ Vladislav Adaev |

| Arbitro: | Evgeni Bulanov |

|                      |           |                                                 |
| Evgeniy Degtyarev 5’ | Marcatori | 19’ Ilya Berkovskiy 68’ (aut.) Mikhail Filippov |

| Arbitro: | Evgeni Kukulyak |

|                     |           |                                         |
| Ilya Berkovskiy 46’ | Marcatori | 78’ Joel Fameyeh 90'+1’ Andrea Chukanov |

| Krasnojarsk 19 settembre 2020, ore Data non stabilita 10ª giornata | Enisej | 0 – 3 referto | Torpedo Mosca | Stadio Centrale\| Arbitro: \| [[]] \| |
| Arbitro:                                                           | [[]]   |               |               |                                       |

| Arbitro: | Ivan Sidenkov |

|  |           |                                             |
|  | Marcatori | 46’ Mukhammad Sultonov 76’ Timur Suleymanov |

| Mosca 27 settembre 2020, ore 14:00 12ª giornata | Čertanovo    | 0 – 0 referto | Torpedo Mosca | Arena Čertanovo (850 spett.)\| Arbitro: \| Roman Safyan \| |
| Arbitro:                                        | Roman Safyan |               |               |                                                            |

| Arbitro: | Nikolay Voloshin |

|                    |           |  |
| Igor Lebedenko 76’ | Marcatori |  |

| Arbitro: | Igor Panin |

|  |           |                                        |
|  | Marcatori | 58’ Amur Kalmykov 90'+3’ Amur Kalmykov |

| Arbitro: | Aleksey Sukhoy |

|                                                         |           |  |
| Andrey Evdokimov 7’ Igor Lebedenko 25’ Andrey Lyakh 33’ | Marcatori |  |

| Arbitro: | Anton Anopa |

|                                                                                   |           |  |
| Igor Lebedenko 28’ Aleksandr Ryazantsev 48’ Amur Kalmykov 69’ Ravil Netfullin 90’ | Marcatori |  |

| Arbitro: | Vitali Meshkov |

|                                          |           |  |
| Amur Kalmykov 47’ Vladislav Adaev 90'+2’ | Marcatori |  |

| Arbitro: | Yan Bobrovskiy |

|                     |           |                                                                |
| Sergey Obivalin 78’ | Marcatori | 72’ Amur Kalmykov 83’ (rig.) Amur Kalmykov 87’ Ilya Berkovskiy |

| Arbitro: | Evgeni Turbin |

|                                                                  |           |                      |
| Filipp Dvoretskov 53’ Aleksandr Ryazantsev 73’ Amur Kalmykov 77’ | Marcatori | 67’ Anton Zinkovskiy |

| Arbitro: | Artem Chistyakov |

|                                                           |           |                                               |
| Dmitrij Vorob'ëv 6’ Artem Pogosov 37’ Roman Loktionov 53’ | Marcatori | 45'+1’ Amur Kalmykov 69’ Aleksandr Ryazantsev |

| Arbitro: | Vasili Kazartsev |

|                                                                               |           |                    |
| Igor Lebedenko 42’ Ravil Netfullin 53’ Amur Kalmykov 60’ Andrey Evdokimov 70’ | Marcatori | 68’ Andrey Nikitin |

| Arbitro: | Vladimir Seldyakov |

|                          |           |  |
| Aleksandr Ryazantsev 33’ | Marcatori |  |

| Arbitro: | Sergey Kulikov |

|  |           |                    |
|  | Marcatori | 89’ Denys Balanyuk |

| Arbitro: | Artur Fedorov |

|                                                                               |           |                                                  |
| Igor Lebedenko 3’ Igor Lebedenko 17’ Amur Kalmykov 49’ Ilya Berkovskiy 90'+4’ | Marcatori | 41’ Eduard Spertsyan 68’ (rig.) Eduard Spertsyan |

| Kaliningrad 29 novembre 2020, ore 16:00 25ª giornata | Baltika      | 0 – 0 referto | Torpedo Mosca | Stadio Baltika (4.607 spett.)\| Arbitro: \| Yunus Koshko \| |
| Arbitro:                                             | Yunus Koshko |               |               |                                                             |

| Arbitro: | Artem Lyubimov |

|  |           |                          |
|  | Marcatori | 77’ (rig.) Diego Malania |

| Mosca 27 febbraio 2021, ore 14:00 27ª giornata | Torpedo Mosca    | 0 – 0 referto | SKA-Chabarovsk | Luzhniki Stadium (520 spett.)\| Arbitro: \| Nikolay Voloshin \| |
| Arbitro:                                       | Nikolay Voloshin |               |                |                                                                 |

| Arbitro: | Aleksey Amelin |

|                      |           |                                               |
| Andrey Evdokimov 45’ | Marcatori | 52’ (aut.) Artem Samsonov 89’ Vladimir Khozin |

| Arbitro: | Artem Chistyakov |

|                                                                  |           |  |
| Nikolay Prudnikov 2’ Joel Fameyeh 29’ (rig.) Aleksey Mironov 59’ | Marcatori |  |

| Arbitro: | Evgeni Bulanov |

|  |           |                     |
|  | Marcatori | 67’ Evgeniy Pesikov |

| Arbitro: | Pavel Kukuyan |

|                                                                                           |           |                   |
| Aleksandr Sapeta 2’ (rig.) Momo Yansane 11’ Mukhammad Sultonov 32’ Mukhammad Sultonov 80’ | Marcatori | 39’ Egor Proshkin |

| Arbitro: | Oleg Sokolov |

|                                                                      |           |  |
| Filipp Dvoretskov 20’ Filipp Dvoretskov 59’ Oleksandr Kapliyenko 89’ | Marcatori |  |

| Arbitro: | Yan Bobrovskiy |

|                     |           |  |
| Nikita Krivtsov 67’ | Marcatori |  |

| Arbitro: | Andrey Fisenko |

|                   |           |  |
| Amur Kalmykov 56’ | Marcatori |  |

| Arbitro: | Artur Fedorov |

|  |           |                           |
|  | Marcatori | 62’ (rig.) Artem Samsonov |

| Arbitro: | Vladimir Seldyakov |

|                                     |           |                                          |
| David Khubaev 39’ Danil Klenkin 81’ | Marcatori | 62’ Filipp Dvoretskov 68’ Igor Lebedenko |

| Arbitro: | Ivan Sidenkov |

|                     |           |                           |
| Batraz Gurtsiev 17’ | Marcatori | 88’ (rig.) Artem Samsonov |

| Arbitro: | Artem Lyubimov |

|                                              |           |                      |
| Artem Samsonov 19’ Artem Samsonov 74’ (rig.) | Marcatori | 50’ Vladislav Sysuev |

| Arbitro: | Artem Chistyakov |

| |           |                    |
| Vladislav Sarveli 40’ Dmitriy Kabutov 42’ Ivan Sergeev 56’ Vladislav Sarveli 62’ Andrey Evdokimov 68’ (aut.) | Marcatori | 19’ Denys Balanyuk |

| Arbitro: | Aleksey Sukhoy |

|                   |           |  |
| Amur Kalmykov 48’ | Marcatori |  |

| Voronež 8 maggio 2021, ore 14:00 41ª giornata | Fakel Voronež | 0 – 0 referto | Torpedo Mosca | Stadio Centrale (5.076 spett.)\| Arbitro: \| Evgeni Turbin \| |
| Arbitro:                                      | Evgeni Turbin |               |               |                                                               |

| Arbitro: | Igor Panin |

|  |           |                     |
|  | Marcatori | 66’ Dmitri Samoilov |

### Coppa di Russia
| Arbitro: | Ranel Ziyakov |

|                     |           |                                |
| Vladislav Adaev 79’ | Marcatori | 9’ Denis Kutin 44’ Denis Kutin |